# Jaroslav Škach
Jaroslav Škach (* 27. Juni 1975 in Prag, Tschechoslowakei) ist ein tschechischer Volleyballspieler.

## Karriere
Škach begann 1985 seine Karriere. Als Vorbild diente ihm sein Vater, der vom Fußball zum Volleyball gewechselt war. Beim Dürener TV absolvierte der Tscheche seine ersten Spiele in der deutschen Bundesliga. Von dort ging er zum ASV Dachau. Als der bayerische Verein sich 2002 aus der ersten Liga zurückziehen musste, wechselte Škach zum VfB Friedrichshafen und gewann den DVV-Pokal. Anschließend verpflichtete der SCC Berlin den Nationalspieler als Ersatz für Frank Dehne. In seiner ersten Saison mit den Berlinern wurde Škach gleich Deutscher Meister. Ab 2005 war er Kapitän der Mannschaft. 2008 und 2011 stand er erneut im Playoff-Finale, aber der SCC verlor beide Duelle gegen Friedrichshafen. 2012 wurde Škach mit Berlin erneut Deutscher Meister. Nach neun Jahren in Berlin wechselte Škach zum Pokalfinalisten BOUC Volley Beauvais in die höchste französische Liga. Nach einer Saison kehrte Škach in seine Heimatstadt Prag zurück und spielte bis 2016 für VK Benátky nad Jizerou in der höchsten Liga Tschechiens. Im Alter von 41 Jahren, nach 24 Jahren Erstliga-Volleyball, beendete er seine Sportkarriere. Im Januar 2019 wurde Škach für seine Verdienste für den SCC Berlin/die Berlin Recycling Volleys in die „BR Volleys Hall of Fame“ aufgenommen.
Seit 2015 ist er bei der Firma Bidfood s.r.o. in der Lebensmittelbranche tätig.